# دروازه نقیض و
| ورودی | ورودی | خروجی |
| آ     | ب     | خروجی |
| ----- | ----- | ----- |
| ۰     | ۰     | ۱     |
| ۰     | ۱     | ۱     |
| ۱     | ۰     | ۱     |
| ۱     | ۱     | ۰     |

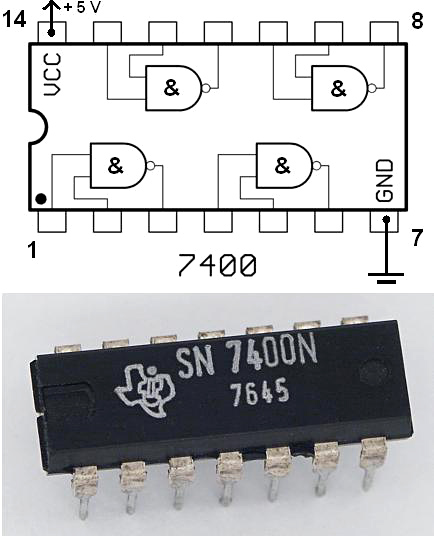
تراشهٔ تی‌تی‌ال ۷۴۰۰ که شامل چهار دروازهٔ نقیض وَ می‌شود. دو پایهٔ دیگر برای تغذیهٔ تراشه (+۵ ولت و زمین) به کار می‌روند.

دروازهٔ نقیض وَ یا گیت نند (به انگلیسی: NAND gate) یکی از دروازه‌های منطقی ترکیبی است که از ترکیب دروازه‌های منطقی و و وارونگر حاصل می‌شود؛ به عبارت دیگر این دروازه مانند یک دروازهٔ وَ عمل می‌کند که خروجی آن توسط یک دروازهٔ منطقی وارونگر عکس شده باشد. هرگاه دست کم یکی از ورودی‌های این دروازه در وضعیت صفر منطقی باشد، خروجی‌اش در وضعیت یک منطقی قرار می‌گیرد.
|                  |             |             |
| نماد ام‌آی‌ال/انسی | نماد آی‌ئی‌سی | نماد دی‌آی‌ان |

## تراشه‌ها
تراشهٔ ۷۴۰۰ از تراشه‌های تی‌تی‌ال سری ۷۴۰۰ شامل چهار دروازهٔ منطقی نقیض و است. همچنین تراشهٔ CD4011 شامل چهار دروازهٔ منطقی نقیض و اما از نوع سیموس می‌شود.